# ライプツィヒ県
ライプツィヒ県（Bezirk Leipzig）は、ドイツ民主共和国（東ドイツ）を構成していた14の県の一つ。県都はライプツィヒ。

## 地理
東ドイツの南部に位置する県である。ハレ県、ゲーラ県、カール＝マルクス＝シュタット県、ドレスデン県、コットブス県と接していた。

## 歴史
1952年、東ドイツではそれまでの州が廃止され、事実上のドイツ社会主義統一党一党独裁下で計画経済が推進されていった。そのため、東ベルリンを除く全土を14の県に分割して統治が行われた。旧ザクセン州は3県に分割されたが、その北西部に置かれたのがライプツィヒ県であった。1990年の東西ドイツ統一にともなってライプツィヒ県は解体され、旧東ドイツの政治体制はドイツ連邦共和国（旧西ドイツ）の政治体制に沿うように再編された。こうして、多くの地域が復活したザクセン州に含まれることになり、残りがザクセン＝アンハルト州の一部となった。旧ライプツィヒ県のザクセン州側の領域はほぼそのまま、新たに設けられたライプツィヒ行政管区（Regierungsbezirk Leipzig、「県」とも）の領域となったが、これは単なる行政上の地域区分であり、東ドイツ時代のような地方自治体としての権能は有していない。2012年にはこの行政管区も廃止された。